# Chiesa di San Michele Arcangelo (Monte Isola)
La chiesa di San Michele Arcangelo è la parrocchiale di Peschiera Maraglio, frazione del comune sparso di Monte Isola, in provincia e diocesi di Brescia; fa parte della zona pastorale del Sebino.

## Storia
A Peschiera Maraglio venne edificata nel XV secolo una cappella, che dipendeva dalla pieve di Sale Marasino, per poi venir eretta a parrocchiale nel Cinquecento, affrancandosi così dalla matrice.
Nel Catalogo queriniano, redatto nel 1532, si legge che la chiesa di Peschiera era retta da pre' Geronimo Foresti e che era inserita nella quadra Isei; non si conosce a quanto ammontava il reddito a causa di alcune lacune del testo.
Dalla relazione della visita del 1580 dell'arcivescovo di Milano Carlo Borromeo si apprende che il reddito era prima 100 scudi, che a servizio della cura d'anime v'erano il parroco e un sacerdote mercenario, che i fedeli erano 300 e che nella parrocchiale erano collocati due altari.
Nel XVII secolo fu costruita la nuova parrocchiale, consacrata nel 1648.
Nel 1703 il vescovo Daniele Marco Dolfin, compiendo la sua visita pastorale, annotò che il reddito era pari a 170 ducati, che i fedeli ammontavano a 425 e che nella parrocchiale erano posti sei altari ed avevano sede le scuole del Santissimo Sacramento e del Santissimo Rosario. Sempre nel XVIII secolo l'edificio fu interessato da un rimaneggiamento, per poi venir restaurato tra Otto e Novecento.
Il 14 aprile 1989, come stabilito dal Direttorio diocesano per le zone pastorali, la chiesa confluì nella neo-costituita zona pastorale del Sebino; nel 2000 la struttura venne nuovamente ristrutturata.

## Descrizione

### Esterno
La facciata della chiesa è spartita da una cornice marcapiano in due registri, entrambi scanditi da lesene d'ordine tuscanico; nella parte inferiore si apre il portale d'ingresso in pietra di Sarnico, mentre quello superiore è caratterizzato da una finestra.

### Interno
L'interno dell'edificio si compone di un'unica navata, voltata a botte, sulla quale si affacciano le cappelle laterali; al termine dell'aula si sviluppa il presbiterio, coperto da volta a vela, caratterizzato dalla presenza delle cantorie e concluso dall'abside.